# Александр Браун
Александр Карл Генріх Браун (нім. Alexander Carl Heinrich Braun або нім. Alexander Karl Heinrich Braun, або нім. Alexander Braun, 10 травня 1805 — 29 березня 1877) — німецький біолог, ботанік, міколог та палеонтолог.

## Біографія
Александр Браун народився в місті Регенсбург 10 травня 1805 року.
Закінчив гімназію Бісмарка в Карлсруе. З 1824 до 1827 року вивчав природничі науки в місті Хайдельберг.
Він проводив ботанічні дослідження до 1831 року у Мюнхенському університеті Людвіга-Максиміліана та до 1832 року в Парижі. У 1833 році Браун був призначений професором ботаніки та зоології в Політехнічному інституті в Карлсруе. У 1846 році він був призначений професором ботаніки у Фрайбурзькому університеті, де був також директором Ботанічного саду.
У В 1869 році Браун був одним із засновників Берлінського товариства антропології, етнології та історії первісного суспільства.
Александр Браун помер у Берліні 29 березня 1877 року.

## Наукова діяльність
Браун спеціалізувався на папоротеподібдних, мохоподібних, водоростях, насіннєвих рослинах, на скам'янілостях та на мікології.

## Наукові роботи
- 1831: Untersuchung über die Ordnung der Schuppen an den Tannenzapfen.
- 1842: Nachträgliche Mitteilungen über die Gattungen Marsilia und Pilularia.
- 1851: Betrachtungen über die Erscheinung der Verjüngung in der Natur, insbesondere in der Lebens- und Bildungsgeschichte der Pflanze (Leipzig, 198 pp.).
- 1852: Über die Richtungsverhältnisse der Saftströme in den Zellen der Characeen.
- 1853: Das Individuum der Pflanze in seinem Verhältnis zur Spezies etc.
- 1854: Über den schiefen Verlauf der Holzfaser und die dadurch bedingte Drehung der Stämme.
- 1854: Über einige neue und weniger bekannte Krankheiten der Pflanzen, welche durch Pilze erzeugt werden.
- 1854: Das Individuum der Species in seinem Verhältnis zur Pflanze.
- 1855: Algarum unicellularium genera nova et minus cognita.
- 1856: Über Chytridium, eine Gattung einzelliger Schmarotzergewächse auf Algen und Infusorien.
- 1857: Über Parthenogenesis bei Pflanzen.
- 1860: Über Polyembryonie und Keimung von Caelebogyne.
- 1862: Über die Bedeutung der Morphologie.
- 1862: Zwei deutsche Isoetesarten.
- 1863: Über Isoetes.
- 1865: Beitrag zur Kenntnis der Gattung Selaginella.
- 1867: Die Characeen Afrikas.
- 1867: Conspectus systematicus Characearum europaearum.
- 1870: Neuere Untersuchungen über die Gattungen Marsilia und Pilularia.
- 1872: Über die Bedeutung der Entwicklung in der Naturgeschichte.
- 1874: Die Eiszeit der Erde. Vortrag, gehalten im Januar 1866 in Sing-Akademie zu Berlin, mit späteren Erweiterungen.

## Почесті
Декоративна рослина Polystichum braunii була названо на його честь.